# Pseudoromicia
Pseudoromicia (Monadjem, Patterson, Webala & Demos, 2021) è un genere di pipistrelli della famiglia dei Vespertilionidi.

## Descrizione

### Dimensioni
Al genere Pseudoromicia appartengono pipistrelli di piccole dimensioni, con lunghezza totale tra 72 e 95 mm, la lunghezza dell'avambraccio tra 29 e 38 mm, la lunghezza della coda tra 24 e 44 mm e un peso fino a 9,4 g.

### Caratteristiche craniche e dentarie

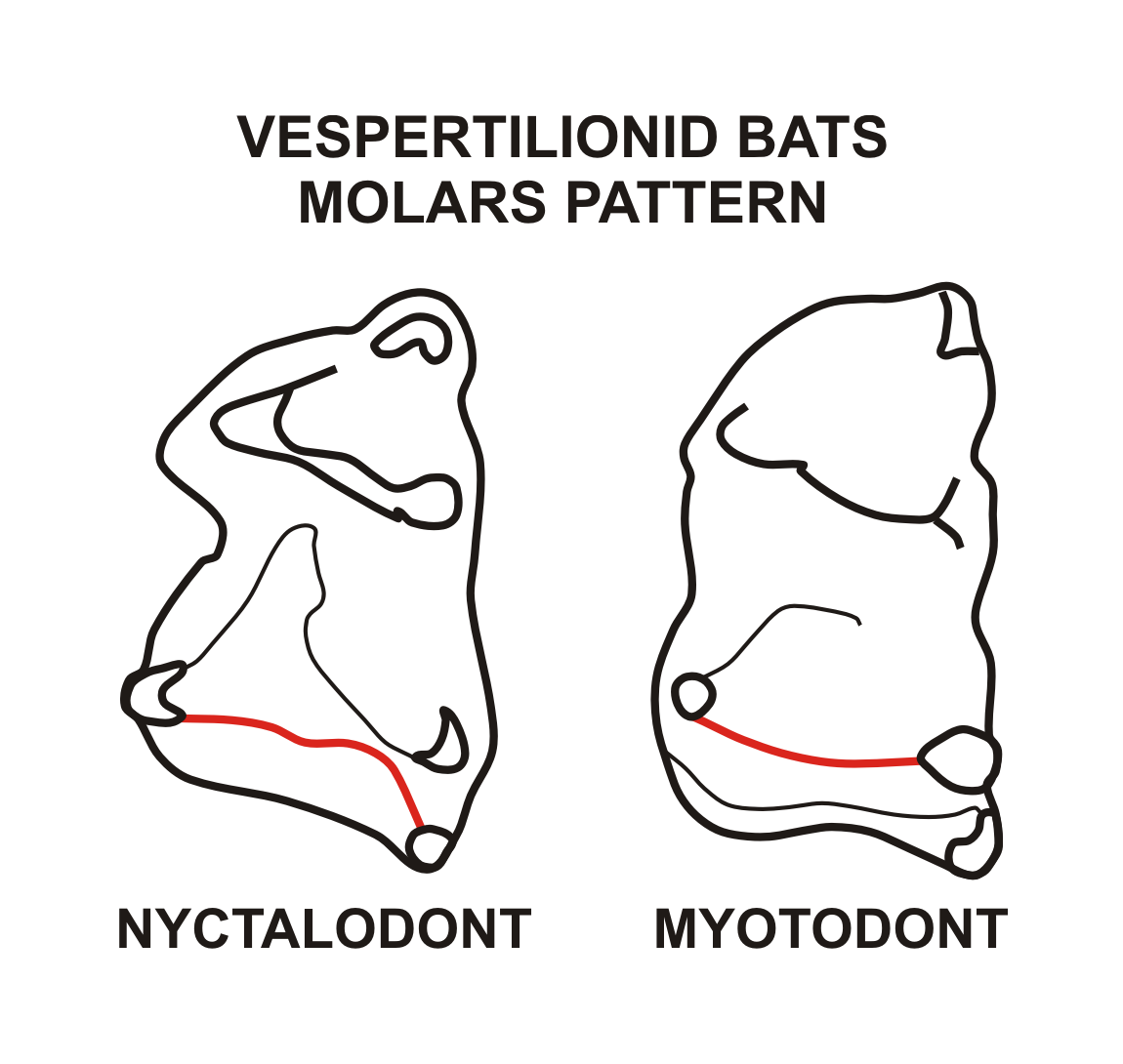
Fig.1

Il cranio è leggermente bombato e appiattito lateralmente. Le arcate zigomatiche sono sottili, mentre il palato può essere sia stretto e lungo che corto e largo. La cresta sagittale è poco sviluppata oppure assente. Gli incisivi superiori esterni sono lunghi circa la metà di quelli più interni. I molari inferiori presentano una struttura occlusale di tipo myotodonte, ovvero l'ultima cuspide posteriore linguale è connessa tramite una cresta con l'ultima cuspide posteriore labiale (Fig.1). L'osso penico presenta tre lobi appaiati alla base, il tronco cilindrico fortemente curvato e la punta bilobata.
Sono caratterizzati dalla seguente formula dentaria:

### Aspetto
Le parti dorsali variano dal giallo-brunastro al nerastro mentre le parti ventrali dal bruno-giallastro al bianco. I peli ventrali hanno sempre la base più scura. Le orecchie sono triangolari e con l'estremità arrotondata, il trago è curvato anteriormente ed ha un incavo alla base posteriore. In alcune forme le ali sono biancastre e semi-trasparenti. La coda è lunga ed è inclusa completamente nell'ampio uropatagio.

## Distribuzione
Il genere è diffuso nell'Africa subsahariana.

## Tassonomia
Il genere comprende 9 specie:
- Pseudoromicia brunnea
- Pseudoromicia isabella
- Pseudoromicia kityoi
- Pseudoromicia mbamminkom
- Pseudoromicia nyanza
- Pseudoromicia principis
- Pseudoromicia rendalli
- Pseudoromicia roseveari
- Pseudoromicia tenuipinnis